# Boñar
Boñar ist eine Gemeinde mit 1.766 Einwohnern (Stand: 2024) im nordwestlichen Zentral-Spanien in der Provinz León in der Autonomen Gemeinschaft Kastilien-León. Boñar besteht neben dem gleichnamigen Hauptort aus den Ortsteilen Adrados, Barrio de las Ollas, Las Bodas, Cerecedo, Colle, Felechas, Grandoso, Llama, Orones, Oville, Poblado del Pantano del Porma, Remellán, Rucayo, Valdecastillo, Valdehuesa, Veneros, Vozmediano und Voznuevo sowie der Wüstung Vegamián.

## Geografie
Boñar liegt im Tal des Flusses Esla etwa 60 Kilometer nordöstlich von León in einer Höhe von ca. 975 m. Im Norden der Gemeinde liegt der Stausee Embalse de Juan Benet. Der Stausee überflutete 1968 sechs Dörfer, darunter Vegamián.

## Bevölkerungsentwicklung
| Jahr        | 1900 | 1950 | 1970 | 1981 | 1991 | 2001 | 2011 | 2021 |
| ----------- | ---- | ---- | ---- | ---- | ---- | ---- | ---- | ---- |
| Einwohner   | 2864 | 4083 | 3571 | 3270 | 2852 | 2560 | 2074 | 1819 |
| Quelle: INE |      |      |      |      |      |      |      |      |

## Sehenswürdigkeiten
- Peterskirche (Iglesia de San Pedro) aus dem 17. Jahrhundert in Boñar
- Rathaus

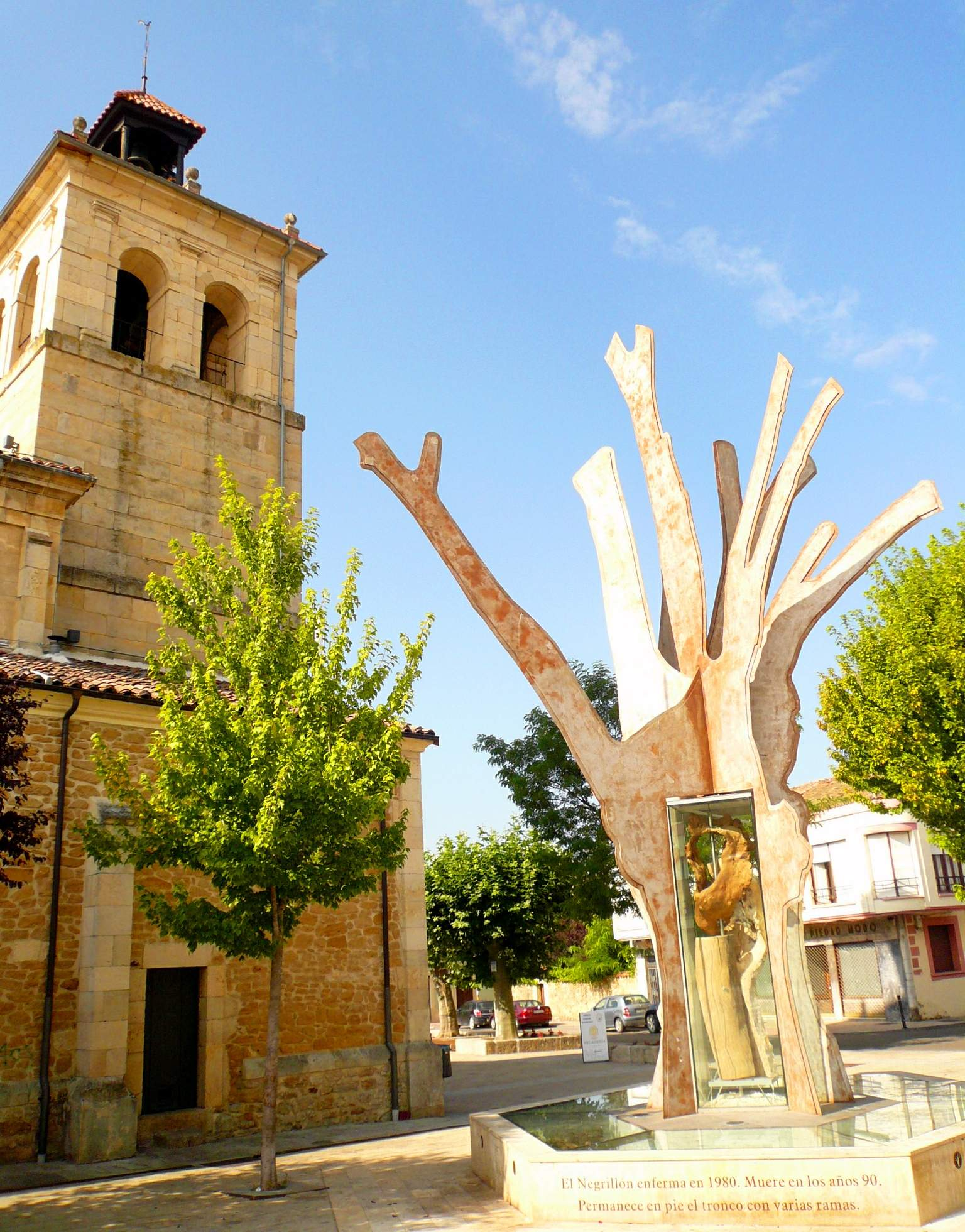
Peterskirche
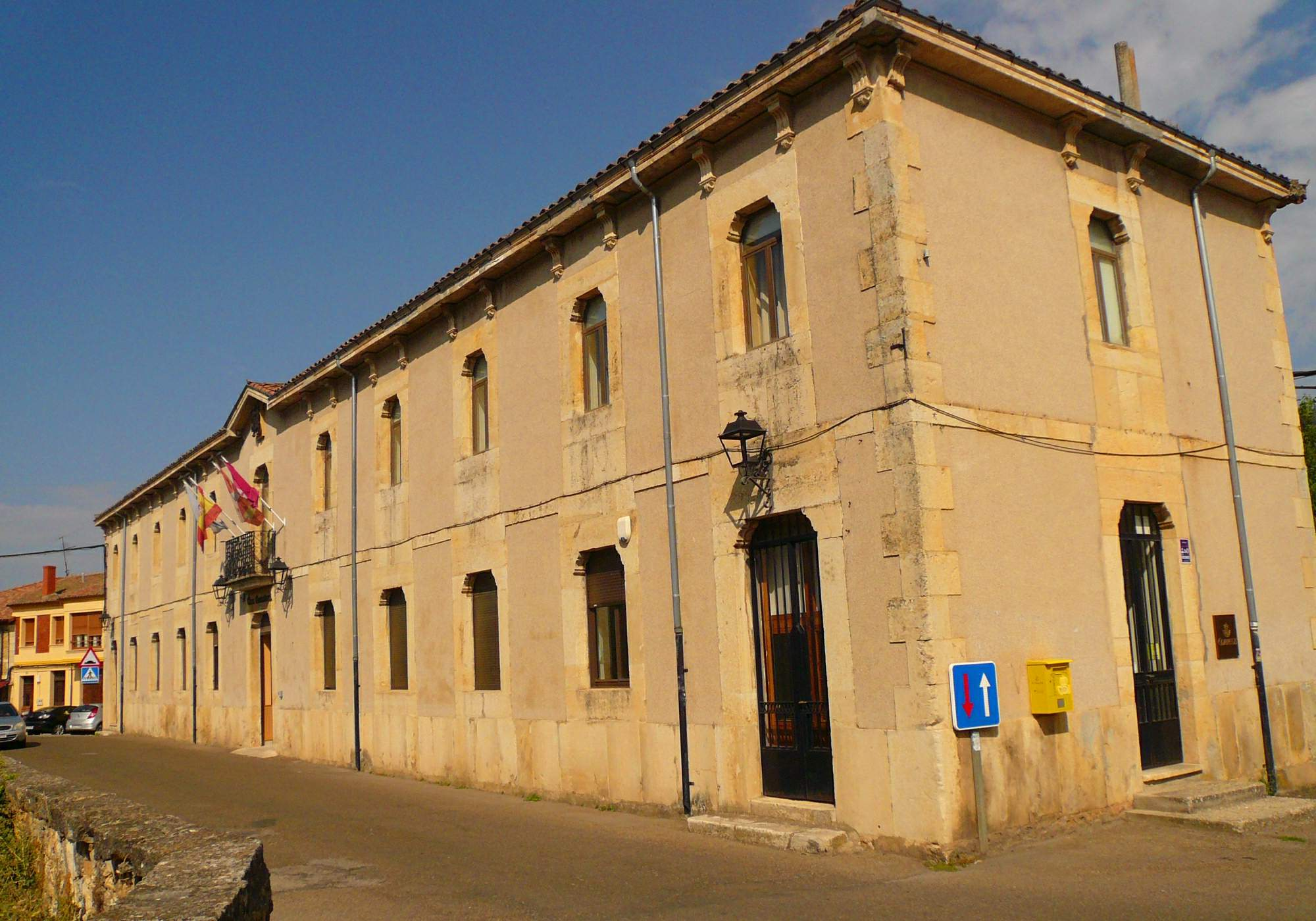
Rathaus

## Persönlichkeiten
- Julio Llamazares (* 1955), Filmregisseur, Schriftsteller, in Vegamián geboren